# Potamonautes gerdalensis
Potamonautes gerdalensis é uma espécie de crustáceo da família Potamonautidae.
Pode ser encontrada nos seguintes países: República Democrática do Congo, Quénia, Tanzânia e Uganda.
Os seus habitats naturais são: rios e lagos de água doce.
Está ameaçada por perda de habitat.